# 孫振 (霹靂舞者)
孫振（1999年9月21日—），舞者名Quake，是一名台灣霹靂舞運動員及藝術家。曾代表中華台北参加2019世界城市運動會（World Urban Games) 與2022年亞運會，並於2024年奧運資格賽中獲得2024巴黎奧運的參賽資格。在該屆奧運上與羽球選手戴資穎共同擔任中華台北的掌旗官。

## 生平
孫振於1999年9月21日出生於台灣新竹，那天正好是921大地震，因此他將英文名取做「Quake」。他是三個孩子中最小的一個，在進入大學前都是在家自學。2010年，11歲的他被社區的鄰居邀請一起跳舞，並看到電影《舞力全開2》裡的街舞動作，成為他學舞的契機，並在隔年被媽媽抓去成功大學尋找街舞老師，同時也進入KGB舞蹈教室學習霹靂舞。
孫振畢業於台北市立大學運動藝術學系。2017年，他在澳洲赢得了Destructive STEPS U18冠軍。之後又在2019年巴黎Battle Pro中名列四強，並在同年於2019年OutBreak Europe中名列八強。2021年，孫振赢得了Red Bull BC One台灣賽，2022年成為台灣歷史上第二位站上Red Bull BC One World Final的外卡選手。並於2023年衛冕台灣冠軍。2023年，他代表中華台北參加了亞運首次的霹靂舞比賽，獲得第5名。在2024年奧運資格賽中，他先是在上海站中奪得第七名，而雖在布達佩斯站止步十六強，最終仍以積分總排名第十名，獲得了2024奧運的參賽資格，該屆也是霹靂舞首次入選奧運項目。在2024巴黎奧運中，他與戴資穎共同擔任了開幕式的掌旗官。在2024年「IBE國際嘻哈舞蹈節」比賽的「Undisputed」Bboy solo battle賽事中，孫振決賽不敵委內瑞拉好手Alvin拿下亞軍。 一週後在Outbreak Europe從全球五百多名參賽選手中拿下Bboy solo battle冠軍。也是他生涯中的第一個世界冠軍頭銜